# Asima Chatterjee
Asima Chatterjee (en bengalí: অসীমা চট্টোপাধ্যায়) (23 de septiembre de 1917 – 22 de noviembre de 2006) fue una botánica, y farmacéutica india notable por sus trabajos en los campos de la química orgánica y la fitomedicina. La mayoría de su obra notable estudios sobre vinca alcaloides, y el desarrollo de fármacos antiepilépsia y antimalaria. Fue también autora de un considerable volumen de textos sobre plantas medicinales del subcontinente indio.

## Biografía

### Primeros años
Asima Chatterjee (nacida Mookerjee) nació en 1917 en Bengala. Fue una estudiante excelente, creció en Calcuta, asistiendo al sistema escolar local, y posteriormente se matriculó en la Scottish Church College, de la Universidad de Calcuta, graduándose con honores en química en 1936.

### Trabajo académico
En 1938, obtuvo la maestría en química orgánica por la Universidad de Calcuta, completando su doctorado ahí en 1944. Su disertación de defensa de tesis se centró en la química de fitoproductos y en química orgánica sintética. Entre sus instructores notables en ese tiempo fueron Prafulla Chandra Roy y Prof Satyendra Nath Bose. Además, también adquirió experiencia como visitante de las Universidades de Wisconsin, Madison y Instituto de Tecnología de California (Caltech).
Debido a sus estudios centrados alrededor de la química de productos naturales, resultó en la obtención de anticonvulsivos, antimalarios y fármacos de quimioterapia.

### Carrera
En 1940, se unió a la "Lady Brabourne College", de la Universidad de Calcuta, como directora fundadora del Departamento de Química. En 1944, Chatterjee fue la primera mujer en serle conferido un doctorado de ciencia por una Universidad india. En 1954, Asima Chatterjee se unió al Colegio Universitario de Ciencia de la Universidad de Calcuta, como lectora en química pura. En 1962, Chatterjee fue nombrada en el prestigioso profesorado Khaira de Química en la Universidad de Calcuta, una posición que mantuvo hasta 1982.

## Algunas publicaciones
- The Shaping of Indian Science, Indian Science Congress Association, Presidential Addresses By Indian Science Congress Association. Publicó Orient Blackswan, 2003 ISBN 978-81-7371-433-7

- « Some Alumni of Scottish Church College », en 175th Year Commemoration Volume Scottish Church College, 2008.

## Premios y reconocimientos
- Becaria Premchand Roychand de la Universidad de Calcuta.
- Segunda mujer después de Janaki Ammal en obtener un doctorado de ciencia por una Universidad india, la Universidad de Calcuta en 1944.
- De 1962 a 1982, fue Khaira Profesora de Química, una del más prestigiosas cátedras de la Universidad de Calcuta.
- En 1972, nombrada Honoraria Coordinadora del Programa de Asistencia Especial para intensificar enseñanza y estudios en química natural, sancionado por la Comisión de Subvenciones Universitarias de India.
- En 1960, elegida miembro de la Academia de Ciencia Nacional india, Nueva Delhi.
- En 1961,  recibió el Shanti Swarup Bhatnagar en ciencia química, siendo la primera mujer recipiente de ese premio.
- En 1975, se le confirió el prestigioso Padma Bhushan y primera científica elegida Presidenta General  de la Asociación de Congreso de Ciencia india.
- D Sc honoris causa por un número de universidades.
- nominada por la Presidencia de la India como Miembro del Rajya Sabha de 1982 a 1990.